# Pogonosoma beccarii
Pogonosoma beccarii là một loài ruồi trong họ Asilidae. Pogonosoma beccarii được Rondani miêu tả năm 1875. Loài này phân bố ở miền Ấn Độ - Mã Lai.